# Reet Kudu

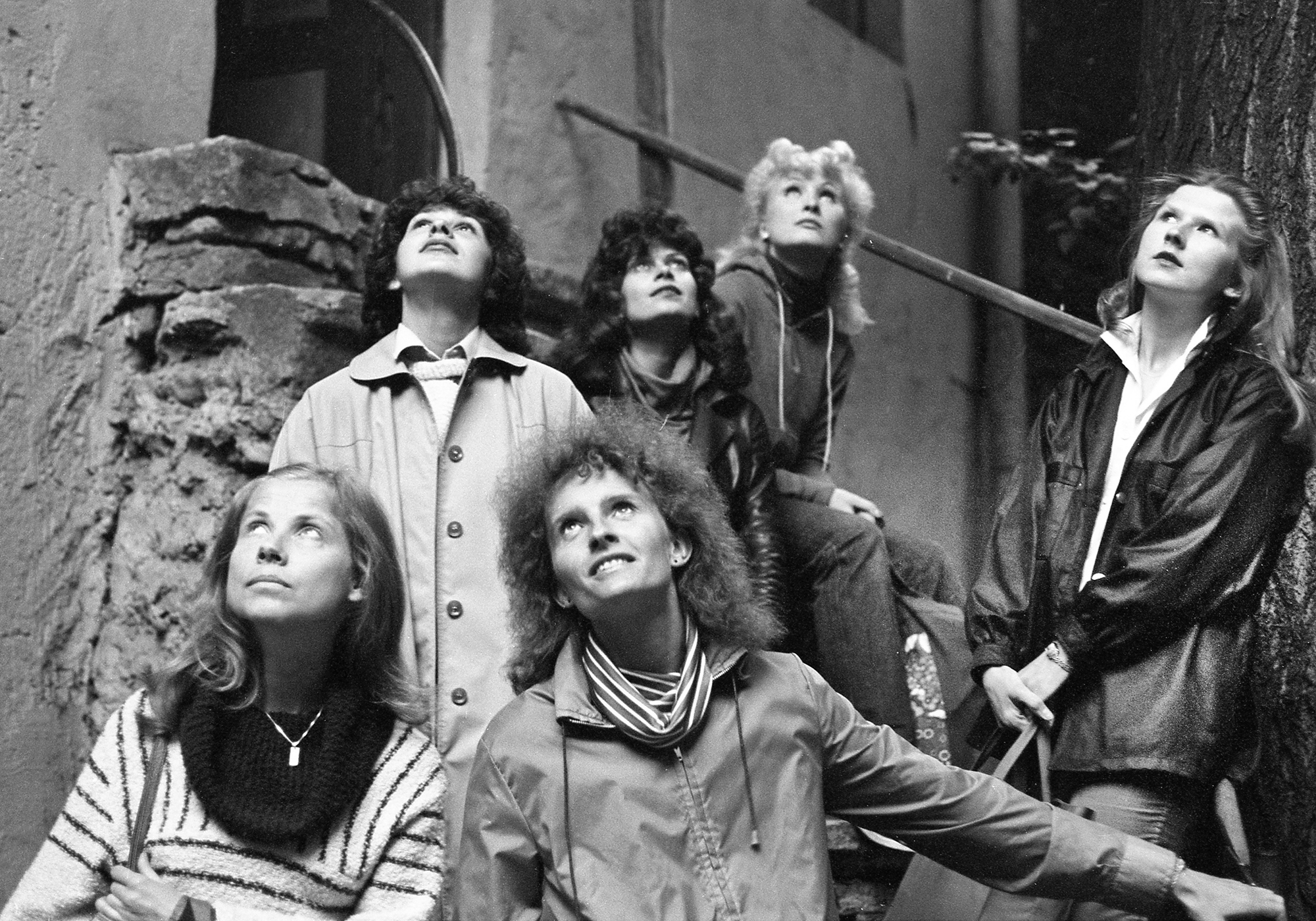
Reet Kudu vorne links in einer Aufnahme von 1984

Reet Kudu (* 10. August 1949 in Tartu) ist eine estnische Schriftstellerin, Choreografin und Übersetzerin.

## Leben
Kudu machte 1967 in Tartu Abitur und studierte anschließend an der Universität Tartu Journalistik. Nach ihrem Abschluss (1972) arbeitete sie drei Jahre als freie Mitarbeiterin für die Zeitung Edasi. Anschließend war sie von 1975 bis 1984 Redakteurin für Kinder- und Jugendsendungen beim Estnischen Rundfunk. Von 1984 bis 1986 bildete sie sich in Moskau zur Choreografin fort. Seit 1988 ist sie freiberuflich tätig.
Reet Kudu hat zahlreiche Bücher aus dem Deutschen übersetzt und lebt in Tallinn. Sie ist Mitglied des Estnischen Schriftstellerverbands.

## Literarisches Werk
Kudu debütierte 1979 mit didaktischen Geschichten für Kinder und publizierte danach mehrere Jugend- und Märchenbücher. 1994 erhielt sie eine Sonderauszeichnung bei einem Romanwettbewerb eines Verlags, woraufhin ihr Buch Freiheit und Liebe im gleichen Jahr erschien. Der Roman, der unter anderem die Liebe einer Estin zu einem armenischen Mann behandelt und als „feministischer“ oder „Frauenroman“ tituliert worden ist, wurde von der Kritik jedoch weitgehend negativ beurteilt. Nur im Ausland fand sich eine positivere Stimme, die den „klugen und originellen Sprachgebrauch und die Behandlung von emotional geladenen Themen“ lobte.
Danach verfasste die Autorin noch eine Reihe weiterer Romane, die jedoch wesentlich weniger Staub aufwirbelten als Freiheit und Liebe.

## Rezeption im deutschsprachigen Raum
Die erste übersetzte Geschichte von Reet Kudu erschien unter dem Titel Der erste Sommer mit dem eigenen Freund oder Tallinn – ein Kurort in einer von Pawel Fraenkel und Margareta Gorschenek herausgegebenen Sammlung: Roter Stern zerplatzt. Geschichten vom Umbruch der Sowjetunion. Ravensburg: Maier 1993, S. 168–178 (Ravensburger junge Reihe); die Übersetzung wurde besorgt von E. Wiegand.
Danach erschienen verstreut einige Geschichten und 2006 ihre bislang einzige Buchveröffentlichung auf Deutsch:
- Vollmond und Straßenlaterne Roman. Die Rettung. Eine phantastische Fata Morgana irgendwo in Westeuropa. Theaterstück. Übersetzt von Jürgen W. Weil. Strasshof et al.: Vier-Viertel-Verlag 2006. 255 S. (edition neruda 2)[6]

## Bibliografie
- Vabadus ja armastus ('Freiheit und Liebe'). Tallinn: Faatum 1994. 166 S. (Faatumi romaanivõistlus)
- Pöörane reis ('Die verrückte Reise'). Tallinn: Avita 2001. 112 S.
- Täiskuu ja tänavalatern ('Vollmond und Straßenlaterne'). Tallinn: Eesti Raamat 2002. 126 S.
- Suguvõsa võsas ('Im Dickicht der Familie'). Tallinn: Faatum 2004. 70 S.
- Gratis ('Gratis'). Tallinn: Eesti Raamat 2004. 191 S.
- Pidupäevad võõrsil ('Festtage in der Fremde'). Tallinn: Eesti Raamat 2007. 363 S.
- Pigimust ja pigilind ('Pechschwarz und Pechvogel'). Tallinn: Canopus 2009. 277 S.
- Inglimammid ('Engelsmamas'). Tallinn: Eesti Raamat 2009. 223 S.
- Pidu kaugel enesest ('Ein Fest fern von sich selbst'). Tallinn: Eesti Raamat 2011. 287 S.
- Hädamaandumine ('Notlandung'). Tallinn: Eesti Raamat 2014. 287 S.
- Isatütred ('Vatertöchter'). Habaja: Kentaur 2016. 112 S.
- Muidumiljonärid ('Die Nebenbei-Millionäre'). Tallinn: Eesti Raamat 2017. 220 S.

## Sekundärliteratur
- Aita Kivi: Vabadus ja armastus käivad harva käsikäes, in: Keel ja Kirjandus 6/1995, S. 418–419.
- Barbi Pilvre: Mees on mees on mees, in: Vikerkaar 1–2/1996, S. 187–188.
- Juta Kõvamees Kitching: (Review), in: World Literature Today 1/1996, S. 209–210.